# Intelsat 14
O Intelsat 14 (IS-14) é um satélite de comunicação geoestacionário construído pelas Space Systems/Loral (SS/L). Ele está localizado na posição orbital de 45 graus de longitude oeste, servindo as Américas, Europa e mercados africanos. O mesmo é operado pela Intelsat, empresa sediada atualmente em Luxemburgo. O satélite foi baseado na plataforma LS-1300 e sua expectativa de vida útil é de 15 anos.

## Lançamento
O satélite foi lançado com sucesso ao espaço no dia 23 de novembro de 2009 às 06:55 UTC, por meio de um veículo Atlas V (431) a partir da Estação da Força Aérea de Cabo Canaveral, na Flórida, EUA. O satélite foi lançado em uma órbita de transferência geoestacionária 1 hora e 58 minutos após a decolagem. Ele tinha uma massa de lançamento de 5663 kg.

## Capacidade e cobertura
O Intelsat 14 é equipado com 40 transponders em em banda C e 22 em banda Ku para fornecer serviços às Américas, Europa e África.